# 医師養成課程を持つフィリピンの大学一覧
医師養成課程を持つフィリピンの大学一覧（いしようせいかていをもつふぃりぴんのだいがくいちらん）では、医師の養成課程を有するフィリピンの大学の一覧を示す。

## ルソン島
- フィリピン大学マニラ校（英語版）

College of Medicine（英語）（ルソン島・マニラ首都圏・マニラ市・エルミタ）
- デ・ラ・サール大学医療・健康科学研究所（ルソン島・カラバルソン地方・カヴィテ州・ダスマリニャス）

- セントルイス大学 (フィリピン)

Saint Louis University International School of Medicine（英語）（ルソン島・コルディリェラ行政地域・ベンゲット州・バギオ）

## ビサヤ諸島
- セントラルフィリピン大学（英語版）

CentralCollege of Medicine（英語）（ビサヤ諸島・西ビサヤ地方・イロイロ州・イロイロ市ジャロ）
- サウスウェスタン大学 (フィリピン)

School of Medicine （ビサヤ諸島・中部ビサヤ地方・セブ州・セブ市）
- セブ医科大学（英語版）（ビサヤ諸島・中部ビサヤ地方・セブ州・セブ市）

## ミンダナオ島
- ミンダナオ医科財団大学（英語版）（ミンダナオ島・ダバオ地方・南ダバオ州・ダバオ市）